# 1984년 동계 올림픽 메달 집계
1984년 동계 올림픽 메달 집계는 1984년 동계 올림픽에서 획득한 메달 순으로 매긴 각국의 국가 올림픽 위원회들의 목록이다.

## 메달 집계
다음은 국제 올림픽 위원회에서 제공하는 정보를 토대로 한 표로, 금메달 · 은메달 · 동메달의 수 순서로 랭킹을 매긴다. 금은동의 수가 모두 동률일 경우, 같은 순위가 되고 IOC 국가 부호의 알파벳 순으로 목록에 표시한다.
주최국인 유고슬라비아는 연보라색으로 표시되어 있다.
| 순위 | 국가                 | 금메달 | 은메달 | 동메달 | 합계 |
| ---- | -------------------- | ------ | ------ | ------ | ---- |
| 1    | 동독 (GDR)           | 9      | 9      | 6      | 24   |
| 2    | 소련 (URS)           | 6      | 10     | 9      | 25   |
| 3    | 미국 (USA)           | 4      | 4      | 0      | 8    |
| 4    | 핀란드 (FIN)         | 4      | 3      | 6      | 13   |
| 5    | 스웨덴 (SWE)         | 4      | 2      | 2      | 8    |
| 6    | 노르웨이 (NOR)       | 3      | 2      | 4      | 9    |
| 7    | 스위스 (SUI)         | 2      | 2      | 1      | 5    |
| 8    | 캐나다 (CAN)         | 2      | 1      | 1      | 4    |
| 8    | 서독 (FRG)           | 2      | 1      | 1      | 4    |
| 10   | 이탈리아 (ITA)       | 2      | 0      | 0      | 2    |
| 11   | 영국 (GBR)           | 1      | 0      | 0      | 1    |
| 12   | 체코슬로바키아 (TCH) | 0      | 2      | 4      | 6    |
| 13   | 프랑스 (FRA)         | 0      | 1      | 2      | 3    |
| 14   | 일본 (JPN)           | 0      | 1      | 0      | 0    |
| 14   | 유고슬라비아 (YUG)   | 0      | 1      | 0      | 1    |
| 16   | 리히텐슈타인 (LIE)   | 0      | 0      | 2      | 2    |
| 17   | 오스트리아 (AUT)     | 0      | 0      | 1      | 1    |
| 합계 | 합계                 | 39     | 39     | 39     | 117  |

## 같이 보기
- 1984년 하계 올림픽 메달 집계